# Per N. Hagen
Per N. Hagen (12 juni 1936 – 9 januari 2010) was een Noors politicus en burgemeester voor de Centrumpartij van Noorwegen.
Van 1977 tot 1981 was hij plaatsvervangend lid in het Storting, het Noorse parlement, voor Hedmark. Op plaatselijk niveau was hij burgemeester van Tynset van 1972 tot 1987 en gemeenteraadslid van Hedmark. In 1989-1990 was hij staatssecretaris in het Noorse ministerie van plaatselijk bestuur in het kabinet Syse en van 1997 tot 1999 in het eerste kabinet Bondevik.
Hagen was lid van de raad van bestuur van de krant Østlendingen en zetelde in het bestuur van "Kommunalbanken" en de "Selskapet for industrivekst" (SIVA).